# Freudental
Freudental es un municipio alemán perteneciente al distrito de Luisburgo de Baden-Wurtemberg.
A 31 de diciembre de 2015 tiene 2440 habitantes.
Se conoce la existencia de la localidad desde 1304, cuando se menciona en los registros del hospital de Esslingen am Neckar. Junto con las vecinas localidades de Besigheim y Löchgau, formaba un territorio del margraviato de Baden hasta que en 1504, como consecuencia del conflicto provocado por la reunificación bávara bajo el reinado de Alberto IV de Baviera, Freudental fue repartida entre Ulrico de Wurtemberg y el Vogt de Besigheim. Tras varios cambios territoriales, en 1685 fue adquirida en su totalidad por el duque Federico Carlos de Wurtemberg-Winnental. Luego de su unificación, fue objeto de varias compraventas hasta que se vinculó a los territorios de Wurtemberg en 1733 al comprarla el duque Eberardo Luis, aunque no se incorporó administrativamente al ducado y su integración completa tuvo que esperar a la creación del reino de Wurtemberg en 1806.
Se ubica unos 15 km al noroeste de la capital distrital Luisburgo.